# Barbara Ambrusch-Rapp
Pour les articles homonymes, voir Rapp.
Barbara Ambrusch-Rapp ou Barbara Rapp (née en 1972 à Klagenfurt) est une peintre autrichienne. Elle travaille avec la peinture et le graphisme, les techniques mixtes, la photographie, le texte, la vidéo, l'installation et la performance. Dans ses œuvres multimédias, de type collage, elle commente « l'image provocante et auto-ironique » de la femme dans les médias et dans le public.

## Biographie
Barbara Ambrusch-Rapp va à l'établissement d'enseignement fédéral supérieur de la mode et des techniques vestimentaires de Villach. Elle vit et travaille en tant qu'artiste multimédia indépendante et activiste culturelle à Velden am Wörther See.
Ambrusch-Rapp est membre de l'IG Bildende Kunst, section autrichienne de l'Association internationale des arts plastiques, prend part à des associations culturelles et groupes d'artistes et anime aussi des ateliers pour les entreprises et les établissements d'enseignement. 
Elle situe sa pratique artistique dans le domaine de la tension entre l'individu et le système social. De l'ironie subtile à une exagération saisissante, le langage pictural et formel se situe dans le spectre interdisciplinaire.

## Source de la traduction
- (de) Cet article est partiellement ou en totalité issu de l’article de Wikipédia en allemand intitulé « Barbara Ambrusch-Rapp » (voir la liste des auteurs).